# Chess Assistant
Chess Assistant es un programa comercial de bases de datos producido por Convekta Ltd. La compañía empezó en Rusia, pero tiene oficinas en Inglaterra y Estados Unidos. El software es una herramienta para la administración y organización de información de ajedrez (bases de datos de millones de partidas), entrenamiento de aperturas, análisis de juegos, jugar contra la computadora, y ver texto electrónico. Es el competidor comercial más importante de ChessBase.